# Рудка (гміна Руда Гута)
Рудка (пол. Rudka) — село в Польщі, у гміні Руда Гута Холмського повіту Люблінського воєводства. Населення — 180 осіб (2011).

## Історія
1564 року вперше згадується православна церква в селі.
За даними етнографічної експедиції 1869—1870 років під керівництвом Павла Чубинського, у селі здебільшого проживали греко-католики, які розмовляли українською мовою.

## Населення
Демографічна структура станом на 31 березня 2011 року:
|          | Загалом | Допрацездатний вік | Працездатний вік | Постпрацездатний вік |
| -------- | ------- | ------------------ | ---------------- | -------------------- |
| Чоловіки | 86      | 11                 | 59               | 16                   |
| Жінки    | 94      | 12                 | 57               | 25                   |
| Разом    | 180     | 23                 | 116              | 41                   |